# El Carmen (Chiapilla)
El Carmen es una localidad del municipio de Chiapilla ubicado en la región de Los Llanos del estado mexicano de Chiapas.

## Geografía
La localidad de El Carmen se sitúa en las coordenadas geográficas 16°34′49″N 92°42′50″O / 16.580278, -92.713889, a una elevación de 558 metros sobre el nivel del mar.

## Demografía
Según el Censo de Población y Vivienda 2020, efectuado por el Instituto Nacional de Estadística y Geografía, la localidad de El Carmen tiene 323 habitantes, de los cuales 159 son del sexo masculino y 164 del sexo femenino. Su tasa de fecundidad es de 2.07 hijos por mujer y tiene 84 viviendas particulares habitadas.
| Gráfica de evolución demográfica de El Carmen entre 1990 y 2020 |
|                                                                 |
| INEGI.                                                          |